# Etatisme
Etatisme (van Frans état, staat) is een, vaak pejoratief gebruikte, term ter aanduiding van de opvatting dat een overheid de samenleving moet sturen in de door haar gewenste richting. Het wordt gebruikt om te beschrijven:
- Specifieke gevallen van staatsbemoeienis met persoonlijke, sociale of economische aangelegenheden.
- Een vorm van bestuur of economisch systeem waarbij staatsinterventie in de persoonlijke, sociale of economische aangelegenheden een belangrijke rol vormt.